# Karpivka, Șîroke
Karpivka (în ucraineană Карпівка) este un sat în așezarea urbană Mîkolaiivka din raionul Șîroke, regiunea Dnipropetrovsk, Ucraina.

## Demografie
Componența lingvistică a localității Karpivka
     Ucraineană (93,9%)
     Rusă (4,43%)
     Alte limbi (0,72%)
Conform recensământului din 2001, majoritatea populației localității Karpivka era vorbitoare de ucraineană (93,9%), existând în minoritate și vorbitori de rusă (4,43%).